# Сен-Жанне (Приморские Альпы)
Сен-Жанне́ (фр. Saint-Jeannet) — коммуна на юго-востоке Франции в регионе Прованс — Альпы — Лазурный берег, департамент Приморские Альпы, округ Грас, кантон Ванс.
Площадь коммуны — 14,58 км², население — 3634 человека (2006) с выраженной тенденцией к росту: 3887 человек (2012), плотность населения — 266,6 чел/км².

## Население
Население коммуны в 2011 году составляло — 3783 человека, а в 2012 году — 3887 человек.
| 1962 | 1968 | 1975 | 1982 | 1990 | 1999 | 2006 | 2008 | 2011 | 2012 |
| ---- | ---- | ---- | ---- | ---- | ---- | ---- | ---- | ---- | ---- |
| 1079 | 1421 | 1843 | 2436 | 3188 | 3594 | 3634 | 3656 | 3783 | 3887 |

Динамика численности населения:

## Экономика
В 2010 году из 2321 человек трудоспособного возраста (от 15 до 64 лет) 1574 были экономически активными, 747 — неактивными (показатель активности 67,8 %, в 1999 году — 68,1 %). Из 1574 активных трудоспособных жителей работали 1457 человек (778 мужчин и 679 женщин), 117 числились безработными (49 мужчин и 68 женщин). Среди 747 трудоспособных неактивных граждан 225 были учениками либо студентами, 274 — пенсионерами, а ещё 248 — были неактивны в силу других причин.
На протяжении 2010 года в коммуне числилось 1500 облагаемых налогом домохозяйств, в которых проживало 3651,5 человек. При этом медиана доходов составила 24 тысячи 750 евро на одного налогоплательщика.

## География

### Расположение
Деревня располагается в двадцати километрах от Ниццы, между коммунами Гатьер, Ла-Год и Ванс.

### Геология и рельеф
Деревня респологается у подножья горы Бау де Сан-Жанне (фр. Baou de Saint-Jeannet), которая привлекает в Сан-Жанне множество туристов. На вершине горы имеется стол с панорамным изображением вида, установленный здесь в начале 1950-х.